# IC 5186
IC 5186 — галактика типу SBb (компактна витягнута галактика) у сузір'ї Журавель.
Цей об'єкт міститься в оригінальній редакції індексного каталогу.